# Salvador Contreras
Salvador Contreras Sánchez (ur. 10 listopada 1910 w Cuerámaro w stanie Guanajuato, zm. 27 listopada 1982 w Meksyku) – meksykański kompozytor, skrzypek, dyrygent i pedagog.

## Życiorys
Ukończył Conservatorio Nacional de Música w Meksyku, gdzie uczył się u Silvestre Revueltasa (skrzypce i dyrygentura), Candelario Huízara (teoria) i Carlosa Cháveza (kompozycja i dyrygentura). Wspólnie z Blasem Galindo, José Pablo Moncayo i Danielem Ayalą Pérezem powołał w 1935 roku Grupo de Jóvenes Compositores, przemianowaną później na Grupo de los Cuatro, zajmującą się propagowaniem nowej muzyki. Występował jako skrzypek w Orquesta Sinfónica de México (1934–1946) i Orquesta Sinfónica Nacional (1946–1955).
Działał jako pedagog, od 1946 był profesorem teorii, skrzypiec i kompozycji w Conservatorio Nacional de Música w Meksyku. W latach 1946–1962 brał udział w pracach Instituto Nacional de Bellas Artes, a od 1955 do 1958 prowadził działającą przy nim orkiestrę. Gościnnie wykładał w New England Conservatory of Music w Bostonie i na Uniwersytecie Harvarda.

## Twórczość
W początkowym okresie swojej twórczości odwoływał się do tradycji meksykańskiej muzyki ludowej, później zwrócił się ku bardziej uniwersalnym formom powiązanym z muzyką europejską, próbując przeszczepić na grunt rodzimy aktualne prądy estetyczne i techniczne obecne w muzyce światowej.
Skomponował m.in. Tríada en modos griegos na orkiestrę kameralną (1935), Tres poemas na sopran i orkiestrę kameralną (1936), Suite indígena primitiva na gitarę, perkusję i orkiestrę kameralną (1937), Música para orquesta sinfónica (1940), Corridos na chór mieszany (1941), Obertura en tiempo de danza (1942), cztery symfonie (1944, 1945, 1957, 1967), Suite en tries movimientos (1944), balety Provincianas (1948) i La paloma (1949), Provincianas na orkiestrę kameralną (1950), La paloma na orkiestrę kameralną (1951), Danza na orkiestrę kameralną (1951), balet Titeresca (1951), Suite sinfónica (1952), Tres movimientos sinfónicos (1956), Cuatro canciones na głos wokalny i orkiestrę kameralną (1959), Overture (1960), Introducción, andante y final (1962), Danza negra (1966), Dos piezas dodecafónicas na orkiestrę kameralną (1966), Xochipilli na orkiestrę kameralną (1967), Cantata a Juárez na recytatora i chór (1967), Retratos (1975), Homenaje a Stravinsky na orkiestrę kameralną (1976), Poema elegíaco, Homenaje a Silvestre Revueltas (1976), Homenaje a Carlos Chávez na orkiestrę kameralną (1978), Simbolos (1979).